# Río Bedón
El río Bedón, también llamado río las Cabras, es un curso fluvial del norte de la península ibérica que discurre por Asturias, España.

## Toponimia
El origen de su nombre está en el celta "bedo", que significa canal o foso.

## Curso
Nace en el concejo de Cabrales, en la sierra del Cuera, cerca del pueblo de Asiego. Tiene una longitud de 23 km. y pertenece a la cuenca hidrográfica de Llanes.
Sus principales afluentes son Güera, Meré, Las Cabras y Caldueño. Atraviesa las poblaciones de Caldueño, Meré, Ardisana, Los Callejos, Vibaño, Rales, y Posada. Desemboca en la playa de San Antolín, dividiéndola en dos.
Hasta el puente de Rales es zona salmonera, famosa entre pescadores. Cerca de su desembocadura se encuentra la Iglesia de San Antolín de Bedón, una construcción románica (siglo XIII) de gran valor y belleza.

## Fauna
Según muestreos de pesca eléctrica acometidos entre los años 1997 y 2019, referencias bibliográficas y comunicaciones orales fidedignas, en el río Bedón se han detectado especímenes de lamprea marina, anguila, salmón, corcón y platija.